# Сегнетоэлектричество
Сегнетоэлектричество — явление возникновения в определённом интервале температур спонтанной поляризации в кристалле, даже в отсутствие внешнего электрического поля, которая может быть переориентирована его приложением. Кристаллы, которым присуще явление сегнетоэлектричества, называются сегнетоэлектриками. Сегнетоэлектрики отличаются от пироэлектриков тем, что при определённой температуре (так называемой диэлектрической точке Кюри) их кристаллическая модификация меняется и спонтанная поляризация пропадает.
Кристаллическая модификация, в которой наблюдается спонтанная поляризация, называется полярной фазой, а в которой не наблюдается — неполярной фазой.
Явление сегнетоэлектричества аналогично явлению ферромагнетизма и в англоязычной литературе носит название ферроэлектричества (англ. ferroelectricity). Материалы обладающие как сегнетоэлектрическими, так и ферромагнитными свойствами, известны как мультиферроики.
Для феноменологического описания фазовых переходов в сегнетоэлектриках используется теория Ландау.

## История
В 1920 году Джосеф Валаcек открыл сегнетоэлектричество у сегнетовой соли (NaKC4H4O64H2O). Он заметил, что под действием внешнего электрического поля вектор поляризации может изменить знак, что ранее не наблюдалось, из-за формирования множества доменов с разной ориентацией поляризации в монокристаллах. Он также обнаружил две критические температуры и сильный пьезоэффект в окрестности сегнетоэлектрической фазы. Курчатов И. В. в 1933 году предложил объяснение сегнетоэлектричества в сегнетовой соли, привлекая диполь-дипольное взаимодействие молекул воды. Долгое время сегнетова соль оставалась единственным сегнетоэлектриком, но в период с 1935 по 1938 год были открыт новый класс сегнетоэлектриков с наиболее известным представителем дигидрофосфат калия с единственной температурой перехода. Слэтер в 1941 году объяснил сегнетоэлектричество в этой группе материалов с использованием водородных связей и двумя возможными ориентациями диполей (H2PO4)-. Наличие водородных связей считали предпосылкой для возникновения сегнетоэлектрического эффекта, но в 1945 году получили новый класс сегнетоэлектриков типа титаната бария, который не имел в своём составе водорода. Усовершенствование технологии роста привело к открытию таких распространённых сегнетоэлектриков, как ниобаты и танталаты калия и лития. Простая структура этих материалов позволила Слэтеру построить микроскопическую теорию, основанную на дальнодействующем дипольном взаимодействии, объяснила переход типа смещения и была уточнена в последующих работах при рассмотрении «мягкой» решёточной моды, связанный с неустойчивостью положения атомов в элементарной ячейке.

## Поляризация

Зависимость поляризации P от напряжённости электрического поля Е в диэлектрике.

Зависимость поляризации P от напряжённости электрического поля Е в параэлектрике (нелинейный диэлектрик).

Сегнетоэлектрический гистерезис. Зависимость поляризации P от напряжённости электрического поля Е в сегнетоэлектрике.

Когда большинство материалов поляризованы, индуцированная поляризация P почти точно пропорциональна приложенному внешнему электрическому полю E, поэтому поляризация является линейной функцией электрического поля, что показано на рисунке. Некоторые материалы, известные как параэлектрические материалы, демонстрируют более сильную нелинейную поляризацию (см. рисунок). Электрическая диэлектрическая проницаемость, соответствующая наклону поляризационной кривой, имеет нелинейную зависимость от внешнего электрического поля.
Помимо того, что сегнетоэлектрические материалы являются нелинейными, они демонстрируют спонтанную ненулевую поляризацию (после включения-выключения внешнего электрического поля, см. рисунок), даже когда приложенное поле E равно нулю. Отличительной чертой сегнетоэлектриков является то, что спонтанную поляризацию можно обратить соответствующим приложенным сильным электрическим полем в противоположном направлении; поэтому поляризация зависит не только от текущего электрического поля, но и от его предыстории, образуя петлю гистерезиса.
Как правило, материалы демонстрируют сегнетоэлектрические свойства только ниже определённой температуры фазового перехода, называемой температурой Кюри (TC). Они становятся параэлектриками выше этой температуры, то есть спонтанная поляризация исчезает, и сегнетоэлектрический кристалл переходит в параэлектрическое состояние. Многие сегнетоэлектрики полностью теряют свои пьезоэлектрические свойства выше Tc, поскольку их параэлектрическая фаза имеет кристаллическую структуру с центром инверсии.
Спонтанная поляризация в сегнетоэлектриках в точке Кюри меняется либо непрерывно (переход второго рода, сегнетова соль), либо скачком (переход первого рода, титанат бария). Другие характеристики сегнетоэлектриков, такие как относительная диэлектрическая проницаемость, могут достигать в точке Кюри очень больших значений (104 и выше).
Вблизи точки Кюри в неполярной фазе выполняется закон Кюри — Вейсса, связывающий поляризуемость α и температуру T сегнетоэлектрика:
{\displaystyle \alpha ={\frac {C}{T-T_{0}}}}
где {\displaystyle C} и {\displaystyle T_{0}} — константы, определяемые видом сегнетоэлектрика. Величина {\displaystyle T_{0}} носит название температуры Кюри — Вейсса и очень близка к значению температуры Кюри. Если точек Кюри две, то вблизи каждой из них в неполярной фазе выполняется тот же закон. Вблизи верхней — в прежней форме, а вблизи нижней — в форме:
{\displaystyle \alpha ={\frac {C'}{T_{0}'-T}}}
Механизм приобретения дипольного момента в полярной фазе (фазе сегнетоэлектрика) может также различаться: возможен вариант как со смещением ионов (титанат бария; соответствующий фазовый переход называется переходом типа смещения), так и с упорядочиванием ориентации уже существующих в веществе диполей (дигидрофосфат калия, триглицинсульфат).

## Применения
Конденсаторы с регулируемой ёмкостью используют нелинейную природу сегнетоэлектрических материалов. Обычно сегнетоэлектрический конденсатор или вариконд состоит из пары электродов, между которыми находится слой сегнетоэлектрического материала. Диэлектрическая проницаемость сегнетоэлектриков не только настраивается, но и обычно очень велика по абсолютной величине, особенно когда она близка к температуре фазового перехода. Благодаря этому сегнетоэлектрические конденсаторы имеют небольшой физический размер по сравнению с диэлектрическими (неперестраиваемыми) конденсаторами аналогичной ёмкости.
Спонтанная поляризация сегнетоэлектрических материалов подразумевает наличие эффекта гистерезиса, который можно использовать в качестве функции памяти для изготовления сегнетоэлектрического RAMдля компьютеров и RFID- карт. В этих приложениях обычно используются тонкие плёнки из сегнетоэлектрических материалов, так как это позволяет получить электрическое поле, необходимое для переключения поляризации, с умеренным напряжением. Однако при использовании тонких плёнок необходимо уделять большое внимание поверхности, электродам и качеству образцов, чтобы устройства работали надёжно.
Из соображений симметрии (отсутствие центральной симметрии элементарной ячейки) сегнетоэлектрические материалы должны быть также пьезоэлектрическими и пироэлектрическими. Комбинирование эффекта памяти, пьезоэлектричества и пироэлектричества делают сегнетоэлектрические конденсаторы очень полезными, например, для сенсорных приложений. Сегнетоэлектрические конденсаторы используются в медицинских ультразвуковых аппаратах (конденсаторы генерируют, а затем детектируют ультразвуковой сигнал, используемый для изображения внутренних органов тела), высококачественных инфракрасных камерах (инфракрасное изображение проецируется на двумерный массив сегнетоэлектрических конденсаторов, способных обнаружение разницы температур до миллионных долей градуса Цельсия), датчики огня, гидролокаторы, датчики вибрации и даже топливные форсунки в дизельных двигателях.
Ещё одна идея, вызывающая интерес в последнее время, — сегнетоэлектрический туннельный переход (FTJ), в котором контакт образован сегнетоэлектрической плёнкой нанометровой толщины, помещённой между металлическими электродами. Толщина сегнетоэлектрического слоя достаточно мала для туннелирования электронов. Пьезоэлектрический эффект и эффект поля, а также поле деполяризации могут привести к эффекту переключения гигантского электросопротивления (GER).
Ещё одно применение — мультиферроики, где исследователи ищут способы взаимодействия магнитного и сегнетоэлектрического упорядочение в материале или гетероструктуре; есть несколько недавних обзоров по этой теме.
Каталитические свойства сегнетоэлектриков изучаются с 1952 года, когда Парравано обнаружил аномалии в скорости окисления CO над сегнетоэлектрическими кристаллами ниобата натрия и калия вблизи температуры Кюри этих материалов. Нормальная к поверхности компонента сегнетоэлектрической поляризации может индуцировать поляризационно-зависимые заряды на поверхности сегнетоэлектрических материалов, изменяя их химический состав. Это открывает возможность проведения катализа за пределами принципа Сабатье . Принцип Сабатье гласит, что для достижения максимальной скорости гетерогенной каталитической реакции промежуточные вещества должны быть адсорбированы сильно, но не слишком сильно. Логарифм скорости реакции линейно растёт и затем линейно падает с увеличением теплоты адсорбции интермедиата (так называемый вулканообразный график).
С другой стороны, сегнетоэлектрическая поляризационно-зависимая химия использует этот эффект для переключения взаимодействия поверхность-адсорбаты с сильной адсорбции на сильную десорбцию, таким образом, больше не нужено равновесие между десорбцией и адсорбцией. Сегнетоэлектрическая поляризация также используется для сбора энергии. Поляризация помогает разделять фотогенерируемые электронно-дырочные пары, что приводит к усилению фотокатализа.Кроме того, из-за пироэлектрических и пьезоэлектрических эффектов при изменяющейся температуре (циклы нагрева / охлаждения) или меняющихся условиях деформации (вибрации) на поверхности могут возникать дополнительные заряды, которые вызывают различные (электро) химические реакции.

## Материалы
Внутренние электрические диполи сегнетоэлектрического материала связаны с кристаллической решёткой материала, поэтому всё, что изменяет решётку, изменяет силу диполей (другими словами, изменяют спонтанную поляризацию). Изменение спонтанной поляризации приводит к изменению заряда на поверхности. Для сегнетоэлектрического конденсатора это означает протекание тока даже при отсутствии внешнего напряжения на конденсаторе. Два внешних фактора, которые изменяют размеры решётки материала, — это сила и температура. Генерация поверхностного заряда в ответ на приложение внешнего напряжения к материалу называется пьезоэффектом. Изменение спонтанной поляризации материала в ответ на изменение температуры называется пироэлектричеством.
Всего существует 230 пространственных групп симметрий кристаллов, которые поделены на 32 кристаллических класса. Существует 21 нецентросимметричный класс, из которых 20 являются пьезоэлектрическими. Среди пьезоэлектрических классов существует 10, которые обладают спонтанной электрической поляризацией, которая меняется в зависимости от температуры, поэтому они относятся к пироэлектрикам. Только часть пироэлектрических материалов являются сегнетоэлектрическими. У пироэлектриков поляризация изменяется линейно с приложением внешнего электрического поля, но её направление нельзя изменить внешним электрическим полем. В сегнетоэлетриках поляризация изменяется нелинейно и направлением поляризации можно управлять внешним электрическим полем и механическим напряжением.
| 32 кристаллических класса      | 32 кристаллических класса     | 32 кристаллических класса     | 32 кристаллических класса | 32 кристаллических класса |
| 21 нецентросимметричный        | 21 нецентросимметричный       | 21 нецентросимметричный       | 21 нецентросимметричный   | 11 центросимметричный     |
| ------------------------------ | ----------------------------- | ----------------------------- | ------------------------- | ------------------------- |
| 20 классов пьезоэлектрических  | 20 классов пьезоэлектрических | 20 классов пьезоэлектрических |                           | непьезоэлектрический      |
| 10 классов пироэлектрических   | 10 классов пироэлектрических  | непироэлектрический           |                           | непьезоэлектрический      |
| сегнетоэлектрик                | несегнетоэлектрический        | непироэлектрический           |                           | непьезоэлектрический      |
| PbZr / TiO 3, BaTiO 3, PbTiO 3 | Турмалин, ZnO, AlN            | Кварц, Лангасит               |                           | непьезоэлектрический      |

## Теория
Ниже рассматривается феноменологический подход к задаче о сегнетоэлектрике во внешнем электрическом поле. Такой подход не отвечает на вопрос о детальном микроскопической картине, но даёт предсказания о термодинамических характеристиках рассматриваемой системы. 
Следуя .Основываясь на теории Гинзбурга — Ландау, свободная энергия сегнетоэлектрического материала в отсутствие электрического поля и приложенного напряжения может быть записана в виде ряда Тейлора по параметру порядка P. Если используется разложение до шестого порядка малости включительно, свободная энергия определяется как:
{\displaystyle {\begin{array}{ll}\Delta E=&{\frac {1}{2}}\alpha _{0}\left(T-T_{0}\right)\left(P_{x}^{2}+P_{y}^{2}+P_{z}^{2}\right)+{\frac {1}{4}}\alpha _{11}\left(P_{x}^{4}+P_{y}^{4}+P_{z}^{4}\right)\\&+{\frac {1}{2}}\alpha _{12}\left(P_{x}^{2}P_{y}^{2}+P_{y}^{2}P_{z}^{2}+P_{z}^{2}P_{x}^{2}\right)\\&+{\frac {1}{6}}\alpha _{111}\left(P_{x}^{6}+P_{y}^{6}+P_{z}^{6}\right)\\&+{\frac {1}{2}}\alpha _{112}\left[P_{x}^{4}\left(P_{y}^{2}+P_{z}^{2}\right)+P_{y}^{4}\left(P_{x}^{2}+P_{z}^{2}\right)+P_{z}^{4}\left(P_{x}^{2}+P_{y}^{2}\right)\right]\\&+{\frac {1}{2}}\alpha _{123}P_{x}^{2}P_{y}^{2}P_{z}^{2}\end{array}}}
где P x, P y и P z — компоненты вектора поляризации в направлениях x, y и z соответственно, а коэффициенты {\displaystyle \alpha _{i},\alpha _{ij},\alpha _{ijk}} соответствуют симметрии кристалла. Эти уравнения часто используются в контексте модели фазового поля для исследования образования доменов и других явлений в сегнетоэлектриках. Также полный вид выражения включает градиент электростатического слагаемого и упругого слагаемого к свободной энергии. Затем уравнения дискретизируются на сетке с использованием метода конечных разностей и решаются с учётом закона Гаусса и линейной теории упругости.
Во всех известных сегнетоэлектриках {\displaystyle \alpha _{0}>0} и {\displaystyle \alpha _{111}>0} . Эти коэффициенты можно получить экспериментально или путём моделирования из первых принципов. Для сегнетоэлектриков фазовый переход первого рода соответствует {\displaystyle \alpha _{11}<0}, в то время как {\displaystyle \alpha _{11}>0} наблюдается для фазового перехода второго рода.
Спонтанная поляризация Ps сегнетоэлектрика при фазовом переходе из кубической в тетрагональную фазу получается при рассмотрении одномерного выражения для свободной энергии, которое имеет вид:
{\displaystyle \Delta E={\frac {1}{2}}\alpha _{0}\left(T-T_{0}\right)P_{x}^{2}+{\frac {1}{4}}\alpha _{11}P_{x}^{4}+{\frac {1}{6}}\alpha _{111}P_{x}^{6}}
Эта свободная энергия имеет форму потенциала с двумя минимумами свободной энергии при {\displaystyle P=\pm P_{s}}, где Ps — спонтанная поляризация. В этих двух минимумах первая производная свободной энергии по поляризации равна нулю, то есть
{\displaystyle {\frac {\partial \Delta E}{\partial P_{x}}}=\alpha _{0}\left(T-T_{0}\right)P_{x}+\alpha _{11}P_{x}^{3}+\alpha _{111}P_{x}^{5}=0}
{\displaystyle P_{x}\left[\alpha _{0}\left(T-T_{0}\right)+\alpha _{11}P_{x}^{2}+\alpha _{111}P_{x}^{4}\right]=0}
Поскольку P x = 0 соответствует максимуму свободной энергии в сегнетоэлектрической фазе, то спонтанная поляризация Ps получается из решения уравнения:
{\displaystyle \alpha _{0}\left(T-T_{0}\right)+\alpha _{11}P_{x}^{2}+\alpha _{111}P_{x}^{4}=0}
где
{\displaystyle P_{s}^{2}={\frac {1}{2\alpha _{111}}}\left[-\alpha _{11}\pm {\sqrt {\alpha _{11}^{2}-4\alpha _{0}\alpha _{111}\left(T-T_{0}\right)}}\right]}
и исключение решений, дающих отрицательный квадратный корень (для фазовых переходов первого или второго рода), приводит к выражению
{\displaystyle P_{s}={\sqrt {{\frac {1}{2\alpha _{111}}}\left[-\alpha _{11}+{\sqrt {\alpha _{11}^{2}-4\alpha _{0}\alpha _{111}\left(T-T_{0}\right)}}\right]}}}
Для {\displaystyle \alpha _{11}=0}, используя тот же подход, спонтанная поляризация записывается как
{\displaystyle P_{s}={\sqrt {\sqrt {-{\frac {\alpha _{0}\left(T-T_{0}\right)}{\alpha _{111}}}}}}}
Петля гистерезиса (Px как функция Ex) получается из разложения свободной энергии путём добавления ещё одного электростатического члена, ExPx, следующим образом
{\displaystyle \Delta E={\frac {1}{2}}\alpha _{0}\left(T-T_{0}\right)P_{x}^{2}+{\frac {1}{4}}\alpha _{11}P_{x}^{4}+{\frac {1}{6}}\alpha _{111}P_{x}^{6}-E_{x}P_{x}}
{\displaystyle {\frac {\partial \Delta E}{\partial P_{x}}}=\alpha _{0}\left(T-T_{0}\right)P_{x}+\alpha _{11}P_{x}^{3}+\alpha _{111}P_{x}^{5}-E_{x}=0}
{\displaystyle E_{x}=\alpha _{0}\left(T-T_{0}\right)P_{x}+\alpha _{11}P_{x}^{3}+\alpha _{111}P_{x}^{5}}
График зависимости Ex от Px можно отразить относительно линии, наклонённой под углом 45 градусов, и получить зависимость Px от Ex, которая имеет вид буквы «S». Центральная часть буквы S соответствует локальному максимуму свободной энергии (поскольку {\displaystyle {\frac {\partial ^{2}\Delta E}{\partial P_{x}^{2}}}<0}). Исключение этой области и соединение верхней и нижней частей S-образной кривой вертикальными линиями на разрывах даёт петлю гистерезиса.